# Рідгіма Панді
Рідхіма Панді (нар.. 2009) — екологічна активістка з Індії, яка виступає за дії проти глобального потепління. Її порівнюють з Гретою Тунберг. Коли їй було дев'ять років, вона подала позов проти уряду Індії за те, що він не вжив достатньо заходів для боротьби зі зміною клімату в державі. Вона також була одним із скаржників до Організації Об'єднаних Націй, разом із кількома іншими молодими кліматичними активістами, проти неспроможності кількох країн вжити заходів проти кліматичної кризи.

## Умови життя
Панді проживає в Уттаракханді, штаті на півночі Індії. Її батько, Дінеш Панді, також є кліматичним активістом, який працює в Уттаракханді на цій посаді протягом 16 років.
Протягом останніх десяти років будинок Панді в Уттаракханді постраждав від зміни клімату в результаті глобального потепління. У 2013 році в результаті повеней і зсувів загинуло понад 1000 людей. З регіону довелося евакуювати майже 100 тисяч людей. За даними Світового банку, зміна клімату, ймовірно, посилить тиск на водопостачання в Індії.

## Кліматичний активізм

### Судовий позов проти уряду Індії
У дев'ять років Панді подала позов проти уряду Індії на підставі того, що він не зробив значних кроків проти зміни клімату, на які вони погодилися в Паризькій угоді 2015 року. Ця судова справа була представлена в Національному зеленому трибуналі (NGT), суді, створеному в 2010 році, який розглядає виключно екологічні справи. Панді також звернувся до уряду з проханням підготувати план скорочення викидів вуглецю та загальнонаціональний план для приборкання впливу зміни клімату, включаючи скорочення використання в Індії викопного палива.

В інтерв'ю The Independent. Панді стверджувала:
«Мій уряд не зміг вжити заходів для регулювання та скорочення викидів парникових газів, які спричиняють екстремальні кліматичні умови. Це вплине як на мене, так і на майбутні покоління. Моя країна має величезний потенціал для скорочення використання викопного палива, і через бездіяльність уряду я звернувся до Національного зеленого трибуналу».

NGT відхилив її петицію, заявивши, що вона «підпадає під дію екологічного пакту».

### Скарга до ООН
Під час подачі заявки на норвезьку візу для поїздки в Осло Радхіма Панді довідалася про організацію молодих кліматичних активістів. Вона звернулася до організації і була обрана для поїздки до Нью-Йорка на саміт Організації Об'єднаних Націй щодо кліматичних заходів 2019 року. Під час саміту 23 вересня 2019 р. Панді з 15 іншими дітьми, включаючи Грету Тунберг, Аяху Мелітафу та Олександрію Вілласеньор, подали скаргу до Комітету ООН з прав дитини, звинувативши Аргентину, Бразилію, Німеччину, Францію та Туреччину в порушенні Конвенції про права дитини через неспроможність адекватно подолати кліматичну кризу.

### Подальша активність
Pandey закликав до повної заборони пластику, стверджуючи, що його продовження виробництва є результатом споживчого попиту. Вона також закликала уряд Індії та місцеву владу зробити більше для очищення річки Ганга. Вона сказала, що хоча уряд стверджує, що очищає річку, у стані річки не відбулося особливих змін.

У її біографії у книзі «Діти проти зміни клімату» в інтерв'ю Панді розповіла про мету своєї громадської діяльності:
«Я хочу зберегти наше майбутнє. Я хочу зберегти майбутнє всіх дітей і всіх людей майбутніх поколінь».

## Нагороди
Панді увійшла до списку 100 жінок BBC, оголошеного 23 листопада 2020 року.